# Monkey Shines - Esperimento nel terrore
Monkey Shines - Esperimento nel terrore (Monkey Shines: An Experiment in Fear) è un film del 1988 diretto e sceneggiato da George A. Romero. Tratto da un romanzo di Michael Stewart, è un efficace thriller "imperniato sulla labile linea di divisione tra uomo e animale".

## Trama
Lo studente universitario Allan Mann ha un grave incidente e finisce su una sedia a rotelle, in stato tetraplegico. Un suo amico fidato gli regala un cebo dai cornetti ammaestrato, alla quale, nel suo laboratorio di sperimentazione animale, ha iniettato un siero ricavato dal tessuto cerebrale umano. Tra il giovane Allan e la scimmia si sviluppa un forte e angosciante legame psichico, che presto degenera fino a provocare vari omicidi da parte dell'animale, di cui proprio Allan, inconsciamente, si rivela essere il richiedente.

## Distribuzione
Le riprese della pellicola si svolsero tra luglio e settembre del 1987. Venne commercializzata negli Stati Uniti il 29 luglio del 1988. Prima di essere distribuita in Italia, venne esportata nei seguenti paesi:
- 31 ottobre 1988 in Brasile (Instinto Fatal)
- 2 dicembre 1988 in Danimarca (Eksperiment i terror) e in Svezia (Ett experiment i skräck)
- 1989 in Finlandia (Vihan lähettiläs) e in Perù (Monerías diabólicas)
- 25 gennaio 1989 in Francia (Incidents de parcours)
- 11 febbraio 1989 in Giappone
- 23 febbraio 1989 in Germania Ovest (Der Affe im Menschen)
- 24 febbraio 1989 in Portogallo (Atracção Diabólica)
- aprile 1989 in Austria (Der Affe im Menschen)
- 7 giugno 1989 in Spagna (Atracción diabólica)
- ottobre 1989 in Turchia (Tutku)

## Incassi
Il film, costato circa 7.000.000 $, ne incassò negli Stati Uniti solo 5.344.577.

## Riconoscimenti
- 1988 - Sitges - Catalonian International Film Festival[5]
  - Miglior attrice a Kate McNeil
  - Miglior regista a George A. Romero
  - Miglior sceneggiatura a George A. Romero
  - Premio dell'Associazione degli scrittori e critici catalani a George A. Romero
  - Nomination Miglior film a George A. Romero
- 1989 - Avoriaz Fantastic Film Festival[5]
  - Premio Antennae II a George A. Romero
- 1989 - Fantasporto[5]
  - Premio della critica a George A. Romero
  - International Fantasy Film Award - miglior film a George A. Romero